# Миссия Трейси
Миссия Трейси была военно-морской миссией королевского флота, отправленного в Японию в 1867—1868 гг. Происходя непосредственно перед реставрацией Мейдзи в 1868 г, о данной миссии просил сам сёгунат, с целью помочь Японии организовать свой собственный флот, и что еще более специфично, организовать и заведовать военно-морской школой в Цукидзи в Токио.
Командование миссией осуществлялось старшим адмиралом Ричардом Трейси, а также несколькими офицерами и уоррент-офицерами. Командующий Трейси, ранее служивший в качестве младшего офицера на фригате «Евриал», был ветераном Сацумско-британской войны в августе 1863 и боёв за Симоносеки в сентябре 1864.
Миссия Трейси едва успела приступить к работе, как началась Война Босин, и участникам миссии пришлось вернуться в Англию, в связи с нежеланием иностранных держав вмешиваться в войну.